# Ernest Pusey
Ernest Charles Pusey (5. maj 1895 – 19. november 2006) var en af de længstlevende personer, der havde deltaget i 1. verdenskrig.
Han blev født i Washington og kæmpede som 22-årig i den amerikanske flåde. 
Han fik et barn og blev gift 2 gange. 
10. november 2006 fik han en medalje for sin deltagelse i 1. verdenskrig, og han blev samme dag verdens tredjeældste person, hvilket dog kun holdt i ni dage, inden Pusey selv døde.